# 달라르나주

달라르나 주의 문장

달라르나 주의 위치

달라르나주(스웨덴어: Dalarnas län)는 스웨덴 중부에 위치한 주로 주도는 팔룬이며 면적은 28,194km2, 인구는 276,770명(2011년 기준)이다. 원래 이름은 코파르베리주(Kopparbergs län)였지만 1997년에 현재와 같은 이름으로 변경되었다.
북쪽으로는 옘틀란드주, 동쪽으로는 예블레보리주, 남쪽으로는 베스트만란드주, 외레브로주, 베름란드주와 접하며 서쪽으로는 노르웨이의 헤드마르크주, 쇠르트뢰넬라그주와 접한다. 스웨덴의 지방인 달라르나 지방의 대부분을 차지한다.

## 자치시

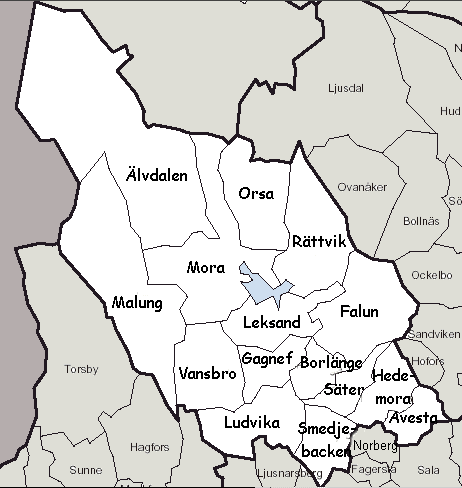
달라르나 주의 자치시

달라르나주는 15개 자치시로 구성되어 있다.
- 아베스타시 (Avesta)
- 볼렝에시 (Borlänge)
- 팔룬시 (Falun)
- 강네프시 (Gagnef)
- 헤데모라시 (Hedemora)
- 렉산드시 (Leksand)
- 루드비카시 (Ludvika)
- 말룽셀렌시 (Malung-Sälen)
- 모라시 (Mora)
- 오르사시 (Orsa)
- 레트비크시 (Rättvik)
- 스메예바켄시 (Smedjebacken)
- 세테르시 (Säter)
- 반스브로시 (Vansbro)
- 엘브달렌시 (Älvdalen)

## 문장
달라르나주의 문장은 과거 달라르나 지역의 문장을 사용하였다.